# Ricardo Leoncio Elías Arias
Ricardo Leoncio Elías Arias (Pisco, 12 settembre 1874 – Lima, 20 marzo 1951) è stato un politico peruviano.
È stato Presidente del Perù dal 1º marzo al 5 marzo 1931.